# Lauterecken-Formation
Die Lauterecken-Formation ist in der Erdgeschichte eine lithostratigraphische Gesteinseinheit des Rotliegend des Saar-Nahe-Beckens. Sie folgt auf die Quirnbach-Formation und wird von der Meisenheim-Formation überlagert. Bei der Datierung der Formation existieren noch Unsicherheiten. Sie ist aber sehr wahrscheinlich ins basale Perm (Asselium) zu stellen.

## Namensgeschichte
Die Lauterecken-Formation ist nach der Stadt Lauterecken im Landkreis Kusel in Rheinland-Pfalz benannt. Der Bezug zur Stadt Lauterecken findet sich erstmals bei Otto Atzbach und Klaus Schwab in ihren Erläuterungen zur Geologischen Karte von Rheinland-Pfalz 1:25000 Blatt Nr. 6410 Kusel: Sie sprachen dort von Lautereckener Schichten.   Boy und  Fichter nannten diese 1982 dann Lauterecken-Schichten. Karl Stapf änderte den Namen 1990 schließlich in Angleichung an die Richtlinien für Lithostratigraphie in Lauterecken-Formation um.

## Definition, Gliederung und Sedimentationsbedingungen
Die Formation besteht überwiegend aus graubraunen und gelbbraunen Sandsteinen und  Peliten. Das Typus-Profil der Lauterecken-Formation hat folgende Charakteristika, an denen man die Formation im Gelände erkennen kann: Die Basis (ältester Teil) ist ein Konglomerat-Komplex: das "Feistkonglomerat". Im mittleren Abschnitt findet man ein schmales Kohlenflöz mit überlagerndem Kalkstein. Im oberen Abschnitt existiert ein weiterer Kalkstein-Horizont.
Das Profil gliedert sich dem Alter entsprechend in folgende Bänke:
- Rötherhof-Bank
- Medard-Bank
- Kipp-Bank
- Wiesweiler-Bank
- Odenbach-Bank (mit Kohlenflöz)
- Feistkonglomerat

Oberhalb der Rötherhof-Bank folgt die "Obereisenbach-Bank", die nicht mehr zur Lauterecken-Formation gehört, sondern zur jüngeren "Meisenheim-Formation" (siehe Abb.). 
Die Mächtigkeit der Lauterecken-Formation schwankt von 190 m in der Pfälzer Mulde bis zu 350 m bei Meisenheim. Die Mächtigkeit in der Typusregion bei Lauterecken beträgt 220 m.
Der untere Teil der Formation, insbesondere das Feistkonglomerat, entstand durch Sedimentation in Flüssen, der obere überwiegend durch See-Sedimentation. Der Ablagerungsraum war von Flüssen durchzogen, die in große, meist flache Seen mündeten. Deltas waren dort häufig.

## Fossil-Vorkommen
In der Lauterecken-Formation fand man bisher folgende Fossilien: Pflanzenreste, Muschelkrebse, syncaride Krebse, Kiemenfußkrebse, Muscheln, xenacanthide Haie, hybodontide Haie, Acanthodier, Knochenfische, Lungenfische, Quastenflosser und selten auch Amphibien-Reste.